# サミュエル・コーエン (作曲家)

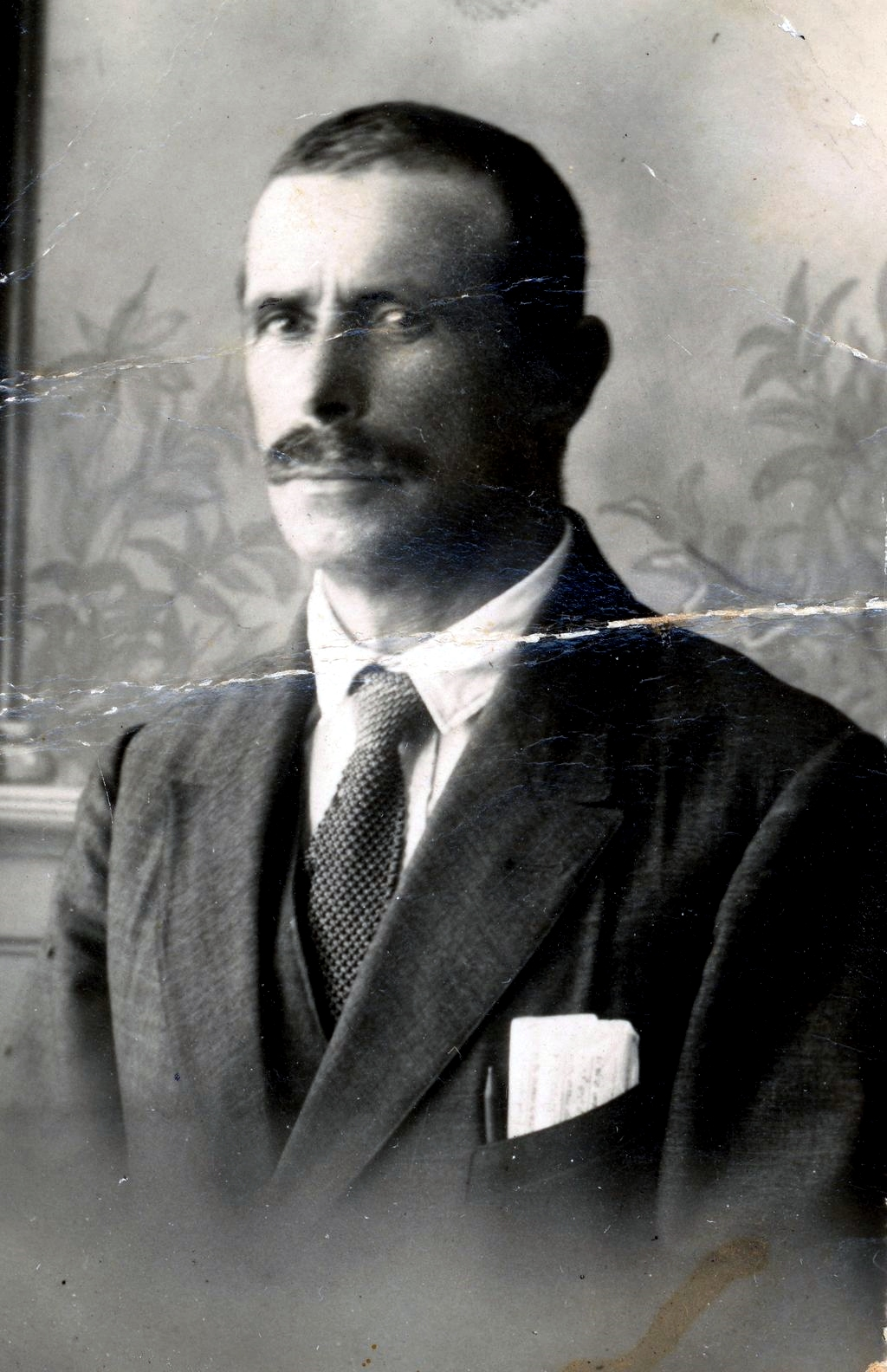
作曲家サミュエル・コーエン

サミュエル・コーエン（Samuel Cohen、Shmuel Cohen、ヘブライ語: שמואל כהן、 ロシア語:  Шмуэл Коэн または Самуил Коган、 1870年 - 1940年）は、ロシア帝国（現在モルドバ共和国ウンガニ）出身の作曲家であり、イスラエル国歌であるハティクヴァの作曲者である。またの表記としてシュムーエール・コーヘーンともされる。

## 生涯
サミュエル・コーエンは、1870年にルーマニアの国境沿いの都市であるヤシの近くにあるモルドバのウンガニにて生まれた。1878年にパレスチナへ両親と一緒に移住した。 1886年以降、ブドウ栽培を学ぶためリション・レジオンに居住。彼はヴァイオリンを演奏していた。
1888年、彼はガリツィア出身の詩人ナフタリ・ヘルツ・インベルによって1877年にルーマニアヤシで書かれた中で最も重要な詩の一節である「Tikwatenu」（ヘブライ語:  תיקותנו „希望“ ）に曲を付けていた。1886年に10節の詩からなるテキストは、エルサレムのあけぼのの頃、インベルらが発表していた。楽曲「ハティクヴァ」は1895年からドイツ帝国ライプツィヒでブックタイトルは「フィーアリーダー」、S.T.フリートラントのアレンジは「ゼーンズフト」として、C.G.レーデーダー社により発行されたテキストで公開された。
おそらく、サミュエル・コーエンは、ルーマニアでよく知られている「Cantec de mai」（5月の歌）または 「Cucuruz cu frunza-n sus」（壮健な葉をつけたトウモロコシ）とモルダヴィア民謡である「Carul cu boi」（牛車）のメロディーから着想を得た。
ドイツの音楽学者であるペーター・エマヌエル・グラデンヴィッツ（1910年-2001年）によると、サミュエル・コーエンはキシナウから来たカントールであるニッサン・ベルツァー・シューピーヴァーク（1824年-1906年）の典礼における聖歌からのモチーフを利用した。